# Centaurea akamantis
Centaurea akamantis — вид квіткових рослин родини айстрових. Зустрічається тільки на північному заході Кіпру. Його природне місце існування — чагарникова рослинність середземноморського типу. Йому загрожує втрата середовища проживання. Вперше він був опублікований і описаний у Willdenowia Vol.23 на сторінці 157 у 1993 році.

## Біоморфологічна характеристика
Це напівдерев'яниста трав'яниста рослина з пониклими пагонами, довжина яких може досягати 60 сантиметрів. Чергові листки є складними й розділені один або два рази. Сірувато-зелені листочки мають лінійну або списоподібну форму, від 1 до 5 міліметрів ушир і вкриті білими сплутаними волосками. Малі пурпурово-лілові квіти щільно згруповані в кінцевих квіткових головах, які нагадують великі одиночні квіти. Зовнішні квітки мають одну велику пелюстку, а внутрішні — трубчасті. Сім'янки схожі на насіння пшениці і мають багато тонкого волосся. Період цвітіння — з травня по листопад. Період плодоношення — з липня по грудень.